# Vico von Rieben

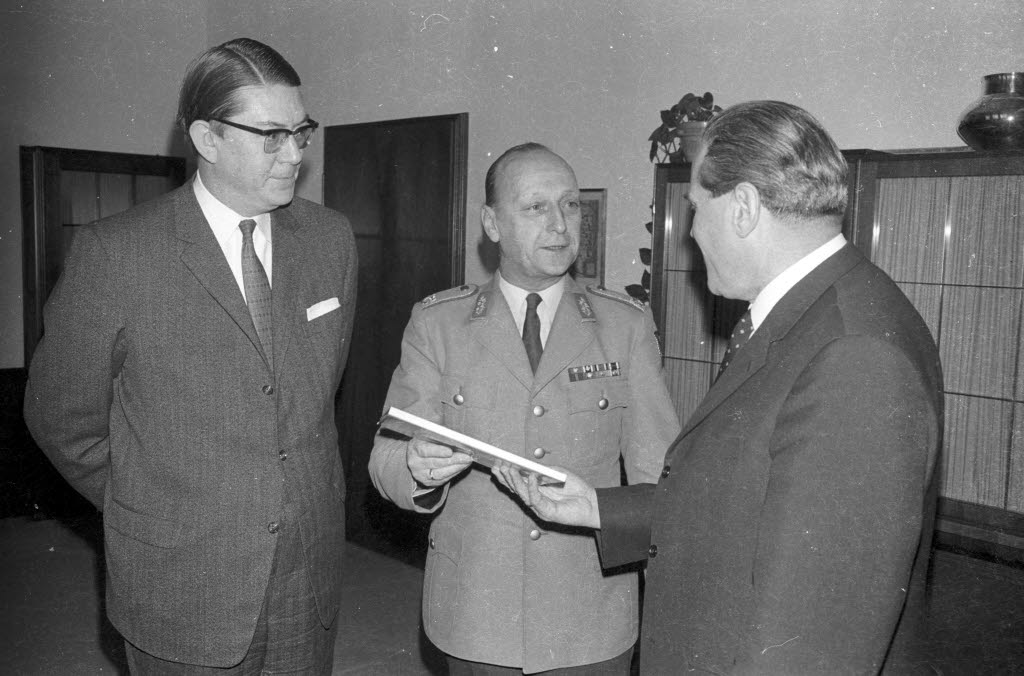
Vico von Rieben (Mitte), bei seiner Verabschiedung als stellvertretender Befehlshaber Wehrbereichskommando I, mit dem Bürgermeister von Kiel, Rudolf Titzck (links), und dem Stadtpräsidenten Hermann Köster (rechts), März 1968

Vico Alfred Berthold Edo von Rieben (* 12. Mai 1910 in Danzig-Langfuhr; † 1. Mai 2000) war ein deutscher Brigadegeneral der Bundeswehr.

## Leben

### Herkunft
Vico von Rieben war ein Sohn des preußischen Offiziers Friedrich von Rieben (* 1875) und seiner Frau Wanda, geb. Gräfin von Bethusy-Huc (* 1884).

### Werdegang
1939 war er als Oberleutnant Adjutant beim Kommandeur der Nachrichtentruppen des IV. Armeekorps. Als Oberstleutnant war er ab Ende 1944 General des Transportwesens Süd.
Nach Kriegsende wurde er Offizier in der 1955 gegründeten Bundeswehr. Hier war er von 1963 bis 1965 als Oberst i. G. Chef des Stabes des Wehrbereichskommandos II. Ab 1. Mai 1965 war er bis 31. März 1968 stellvertretender Befehlshaber des Territorialkommandos Schleswig-Holstein. Am 26. August 1966 nahm die Bundesregierung den Vorschlag zur Ernennung zum Brigadegeneral zustimmend zur Kenntnis. Anschließend übernahm von Rieben den Posten als stellvertretender Deutscher Bevollmächtigter und Stellvertretender Befehlshaber Bereich AFNORTH. Aus dieser Position ging er 1968 in den Ruhestand.

### Familie
Am 26. April 1939 heiratete er in Wetzlar Friedl Keiner (* 1919).

## Schriften (Auswahl)
- Das deutsche militärische Transportwesen in Südrussland, Rumänien, Ungarn in der Zeit vom 24.11.1942–25.3.1945. MS#D-139, 1947.
- Transport und Verkehr in ihrer Bedeutung für die Kriegsführung. Hamburg, 1959.
- gemeinsam mit Hans-Jochen Pflanz, Georg Gudelius und Jürgen Dieckmann: Geschichte der 258. Infanterie-Division. I. Teil, Kameradenkreis der 258. Infanterie-Division, Hamburg, 1975.
- gemeinsam mit Hans-Jochen Pflanz: Geschichte der 258. Infanterie-Division. II. Teil, Kurt Vowinckel Verlag, Neckargemünd, 1978.